# はだかん帽
はだかん帽（はだかんぼう）は2004年8月から9月まで、NHKの音楽番組「みんなのうた」で放送された歌。作詞：友利歩未、作曲：丸山和範、編曲：川本盛文、歌：宍戸留美。